# Nekonvencionalno bojevanje
Nekonvencionalno bojevanje je vsako bojevanje, ki se razlikuje od konvencionalnega. V mnogih primerih so akcije nekonvencionalnega bojevanja smatrane kot teroristične, oziroma kot vojni zločini.
Nekonvencionalno bojevanje je postalo nekakšen zaščitni znak specialnih sil in tajnih služb, ravno tako pa je nekonvencionalno bojevanje osnova gverilskega in terorističnega delovanja.
Večina metod nekonvencionalnega bojevanja so po navadi ofenzivne akcije, ki temeljijo na mobilnosti bojnih skupin in presenečenju. Pri teh akcijah gre tudi za izogibanje močnejšim in številčnejšim nasprotnikovim silam.
Akcije, ki temeljijo na nekonvencionalnem bojevanju, se začnejo z infiltracijo na nasprotnikov teritorij, akcija pa se izvede čim hitreje v ugodnem trenutku, da s tem preseneti nasprotnika in mu karseda onemogoči možnosti za uspešne protiukrepe. Od situacije je odvisno, ali akcijo izvede ena večja ali več manjših bojnih skupin. Po navadi se uporablja več manjših skupin, ki z bojnimi akcijami na različnih lokacijah povzročijo več zmede in razdelijo nasprotnikove enote za hitro posredovanje. Po končani akciji sledi hiter umik, da se gverilci izognejo spopadu s številčnejšim in bolje opremljenim nasprotnikom ali zajetju.
Orožje in oprema, ki se uporablja pri nekonvencionalnem bojevanju poleg strelnega orožja vseh vrst zajema tudi minsko-eksplozivna sredstva ter tudi drugo, bolj sofisticirano opremo (tako opremo po nekaterih podatkih precej uporabljajo specialne sile). 
V ta sklop se štejejo tudi druge oblike podtalnega delovanja, kot npr. propaganda, skrivno urjenje gverilcev s strani druge države ter netenje nereda in zmede. 

## Zgodovina
Delitev bojevanja na konvencionalno in nekonvencionalno se je spreminjala skozi zgodovino.

## Oblike nekonvencionalnega bojevanja
- gverilsko bojevanje,
- diverzantsko bojevanje,
- atentati,
- obveščevalna dejavnost,
- terorizem,
- naskoki,...